# Miss República Dominicana
Miss República Dominicana es un concurso que se celebra cada año, donde las mujeres entre las edades de 18 años en adelante compiten, cada una representando una provincia dominicana, ciudad, municipio o comunidad dominicana en el extranjero. En 2003, el concurso se dividió en cuatro organizaciones con cuatro concursos nacionales independientes: Miss República Dominicana, y Miss Mundo Dominicana para representar a la República Dominicana en los seis concursos internacionales más importantes que son: Miss Universo, Miss Mundo, Miss Tierra, Miss Internacional, Miss Supranacional y Miss Grand Internacional. Actualmente el Miss República Dominicana posee las franquicias del Miss Universo, Miss internacional, Miss Continentes Unidos y Reina Hispanoamericana.
En 2013, todas las organizaciones de certámenes dominicanos se unen para convertirse en uno solo para ser el Concurso Nacional de Belleza de la República Dominicana. Esta unión duró poco debido a los enfrentamientos y luchas por intereses distintos. Actualmente existen diferentes concursos los cuales eligen a las distintas candidatas que representarán a la República Dominicana a nivel internacional, las franquicias de los concursos reposan en las manos de las siguientes personalidades: Miss República Dominicana Universo, Miss RD Internacional, Miss Continentes Unidos y Reina Hispanoamericana están bajo el mando de operaciones de Magali Febles, Miss Mundo Dominicana pertenece a Diany Mota, Miss RD Grand Internacional, Miss RD Supranacional, Miss RD Intercontinental y Top Model of the World pertenecen a Alejandro Martínez y Jorge Cruz, Miss República Dominicana Tierra, Miss Charm Internacional y Miss Globe pertenecen a Chris Puesan.
República Dominicana también envía representantes a otras competiciones en diversas partes del mundo, como Miss Intercontinental, Reina Hispanoamericana, Miss Continentes Unidos, Miss América Latina, Reina Mundial del Banano, Reina Internacional del Cacao, Miss Global Internacional, Reinado Internacional del Café, Miss Planet Internacional, Miss Asia Pacífico Internacional, Miss Eco Internacional y Top Model of the World.

## Historia
Miss República Dominicana se ha encargado de la coronación de la más hermosa, más preparada e inteligente joven dominicana desde 1927. En 1956, el certamen se ha reiniciado oficialmente después de coronación modelos desde 1952 hasta 1955. En 1967, la organización decidió oficialmente que la Ganadora iría al Miss Universo, la primera finalista entraría Miss Mundo y segunda finalista a un Festival de Bellezas latinas en América del Sur. La organización MRD, había adquirido los derechos de Miss Internacional, pero la única organización podría enviar a un representante, si el presupuesto le permitía. No fue sino hasta 1980, se decidieron que la Segunda Finalista entraría sea en Miss Internacional, Reinado Nacional del Café o Miss América Latina. En el año 1989 hasta el año 2000, la segunda finalista oficial, hasta entraría Miss Internacional, la tercera finalista, entraría Reinado Nacional del Café y la cuarta finalista entraría al Miss América Latina.
Desde 2003 hasta el 2013, representantes de la República Dominicana para los cuatro concursos internacionales más importantes son elegidos por cuatro organizaciones diferentes. Miss República Dominicana, dirigido por Magali Febles, La ganadora de Miss Mundo Dominicana, compite en Miss Mundo, la de Miss Tierra República Dominicana, compite en Miss Tierra, mientras que la ganadora de Reina Nacional de Belleza Miss República Dominicana, competirá en Miss Internacional. En el 2013, la organización de Miss República Dominicana, adquirió la mayoría de los concursos de belleza, con 15 franquicias de concursos internacionales, que a ellos irán las 15 semifinalistas a representar a República Dominicana.

### Escalafón por títulos ganados
| # de Títulos                   | Provincia/Municipio                                  | Año Ganador                                                |
| 09                             | Archivo:Escudo de la Provincia Santiago.svg Santiago | 1927, 1963, 1987, 1991, 1992, 2002, 2006, 2007, 2011       |
| 09                             | Distrito Nacional                                    | 1929*, 1956, 1983, 1990, 1993, 2001, 2005, 2012*****, 2024 |
| 06                             | Puerto Plata                                         | 1928, 1962, 1968, 1977*****, 1981, 1984                    |
| 05                             | La Vega                                              | 1952, 1989, 1994, 2004, 2012                               |
| 04                             | Duarte                                               | 1953, 1967, 1988, 2017                                     |
| 04                             | Espaillat                                            | 1958, 1974, 2010, 2015                                     |
| 03                             | Barahona                                             | 1972, 1985, 2025                                           |
| 02                             |                                                      |                                                            |
| Sánchez Ramírez                | 1965, 2023                                           |                                                            |
| Azua                           | 1997, 2021******                                     |                                                            |
| La Romana                      | 1996, 2020*****                                      |                                                            |
| Elías Piña                     | 1964***, 2013                                        |                                                            |
| Hermanas Mirabal               | 1973****, 2008                                       |                                                            |
| San Juan                       | 1966, 2001                                           |                                                            |
| San Cristóbal                  | 1955**, 1995                                         |                                                            |
| Samaná                         | 1969, 1979                                           |                                                            |
| 01                             |                                                      |                                                            |
| Comunidad Dominicana En EE.UU. | 2021/2022*****                                       |                                                            |
| Punta Cana                     | 2019                                                 |                                                            |
| Laguna Salada                  | 2018                                                 |                                                            |
| Maimón                         | 2016                                                 |                                                            |
| Higüey                         | 2014                                                 |                                                            |
| San José de Ocoa               | 2009                                                 |                                                            |
| Constanza                      | 2000                                                 |                                                            |
| Moca                           | 1999                                                 |                                                            |
| Monseñor Nouel                 | 1998                                                 |                                                            |
| Monte Cristi                   | 1986                                                 |                                                            |
| San Pedro de Macorís           | 1982                                                 |                                                            |
| Santiago Rodríguez             | 1980                                                 |                                                            |
| María Trinidad Sánchez         | 1978                                                 |                                                            |
| Independencia                  | 1976                                                 |                                                            |
| Dajabón                        | 1975                                                 |                                                            |
| El Seibo                       | 1971                                                 |                                                            |
| Valverde                       | 1970                                                 |                                                            |
| Pedernales                     | 1957                                                 |                                                            |
| La Altagracia                  | 1954                                                 |                                                            |

- *ganó como Provincia Vieja Santo Domingo
- ** ganó como Provincia Trujillo
- *** ganó como Provincia San Rafael
- **** ganó como Provincia Salcedo
- ***** ganó sin ser un concurso
- ****** Ella fue destronada de la corona de Miss República Dominicana y la primera finalista se hizo cargo de la corona.

### Representaciones Oficiales
Provincias oficial en el que participa anualmente.
| Azua Bahoruco* Barahona* Dajabón* Distrito Nacional* Duarte* El Seibo* Elías Piña* Espaillat* Hato Mayor* Hermanas Mirabal* |  | Independencia* La Altagracia* La Romana* La Vega* María Trinidad Sánchez* Monseñor Nouel* Monte Cristi* Monte Plata* Pedernales* Peravia* |  | Puerto Plata* Samaná* San Cristóbal* San José de Ocoa* San Juan* San Pedro de Macorís* Sánchez Ramírez* Santiago* Santiago Rodríguez* Valverde* |

Municipios oficial en el que participa anualmente.
Santo Domingo Este*
Santo Domingo Norte*
Santo Domingo Oeste*
 Los Alcarrizos**
 Pedro Brand**
 Guerra-Boca Chica**
 Territorio Dominicano Insular**
Comunidades Dominicana oficial en el que participa anualmente.
Comunidad Dominicana En Estados Unidos*
Comunidad Dominicana En Puerto Rico*
Comunidad Dominicana En México**
Comunidad Dominicana En Canadá**
Comunidad Dominicana En España**
Comunidad Dominicana En Italia**
Comunidad Dominicana En Países Bajos**
Comunidad Dominicana En Suiza**
Comunidad Dominicana En Venezuela**
  * Indica que el provincia / municipio / comunidad dominicana cuenta con un Concurso Regional, que pueden o no pueden celebrarse anualmente.
  ** Indica que el municipio / comunidad dominicana está representada de vez en cuando se tiene un concurso regional patrocinado por el municipio o la comunidad.

### Cuadro de honor
En el actual cuadro de honor del certamen, se escogen a 12 o 15 candidatas que serían las semifinalistas. El cuadro de honor actual está conformado de la siguiente manera:
| Posición                | Título                    | Representante de República Dominicana en                                             |
| ----------------------- | ------------------------- | ------------------------------------------------------------------------------------ |
| Primer lugar (Ganadora) | Miss República Dominicana | Miss Universo                                                                        |
| Segundo lugar           | Primera Finalista         | Miss Continentes Unidos                                                              |
| Tercer lugar            | Segunda Finalista         | Reina Hispanoamericana                                                               |
| Cuarto lugar            | Tercera Finalista         | Cualquier concurso de belleza, que la Organización Miss República Dominicana decida. |
| Quinto lugar            | Cuarta Finalista          | Cualquier concurso de belleza, que la Organización Miss República Dominicana decida. |

-

## Ganadoras de Miss República Dominicana Universo

### Ganadoras 1927-1955

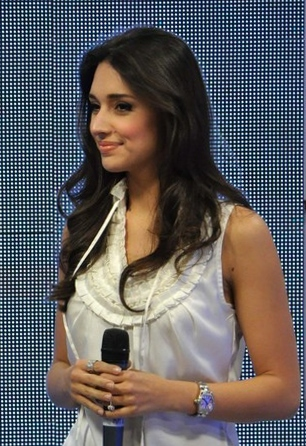
Amelia Vega, Miss República Dominicana 2002

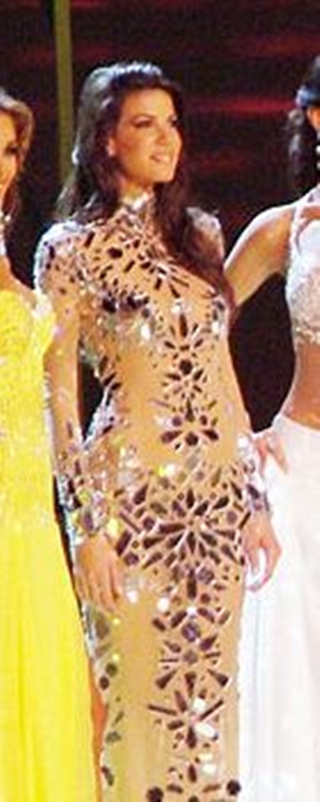
Marianne Cruz, Miss República Dominicana 2008

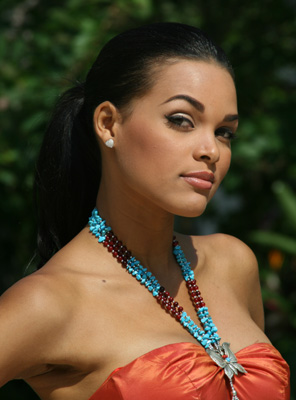
Ada Aimée de la Cruz, Miss República Dominicana 2009

Este concurso fue concebido para celebrar la belleza dominicana. De 1927 a 1929, fueron coronadas 3 señoritas, pero por falta de apoyo y recursos, el concurso fue abandonado. En 1952, el mismo se abriría otra vez con la condición de que la hija del presidente Trujillo, concursara cuando ésta terminara la secundaria; hecho que ocurrió en 1955, ganando fraudulentamente. Hasta esa fecha fue un concurso nacional, desde 1956 en adelante, la ganadora va a Miss Universo y las otras semifinalistas van a diferentes concursos internacionales. 
- : Ganadora
- : Finalista
- : Semifinalista
- : Cuartofinalista
- : Ganadora de un Premio Especial

| Año  | Ganadora                                  | Representó a                                         |
| ---- | ----------------------------------------- | ---------------------------------------------------- |
| 1927 | Carmen Amelia Úrsula Martínez Estévez     | Archivo:Escudo de la Provincia Santiago.svg Santiago |
| 1928 | Viviana Margarita de María Batista Ruiz   | Puerto Plata                                         |
| 1929 | María de la Luz Fausta Collado Bienvenido | Santo Domingo                                        |
| 1952 | María Laura Cristina Rodríguez Acosta     | La Vega                                              |
| 1953 | María Magdalena Alvarado Padrón           | Duarte                                               |
| 1954 | Rosa María Lama Hidalgo                   | La Altagracia                                        |
| 1955 | Angelita Trujillo Martínez                | Trujillo                                             |

### Ganadoras de Miss República Dominicana 1956-presente
| Año       | Ganadora                                   | Representó a                                         | Placada en Miss Universo                    |
| --------- | ------------------------------------------ | ---------------------------------------------------- | ------------------------------------------- |
| 1956      | Olga Fernánda Fiallo Oliva                 | Distrito Nacional                                    |                                             |
| 1957      | Bélgica Margarita Mota de la Cruz          | Pedernales                                           | No Fue Al Certamen                          |
| 1958      | Julia Cesarina Acosta Marrón               | Espaillat                                            | No Fue Al Certamen                          |
| 1959-1961 | No se realizó el concurso                  | No se realizó el concurso                            | No se realizó el concurso                   |
| 1962      | Sarah Olimpia Frómeta Pou                  | Puerto Plata                                         | Miss Simpatía                               |
| 1963      | Carmen Benicia Abinader de Benito          | Archivo:Escudo de la Provincia Santiago.svg Santiago |                                             |
| 1964      | Clara Edilia Chapuseaux Soñé               | Elías Piña                                           |                                             |
| 1965      | Clara Andrea Herrera Vallamón              | Sánchez Ramírez                                      | No Fue Al Certamen                          |
| 1966      | Jeanette Dotel Montes de Ocoa              | San Juan                                             | No Fue Al Certamen                          |
| 1967      | Jeanette Morena Rey García                 | Duarte                                               |                                             |
| 1968      | Ana María Ortiz Mendoza                    | Puerto Plata                                         |                                             |
| 1969      | Rocío María García Báez                    | Samaná                                               |                                             |
| 1970      | Sobeida Alejandra Fernández Reyes          | Valverde                                             |                                             |
| 1971      | Sagrario Margarita Reyes de los Colmenares | El Seibo                                             |                                             |
| 1972      | Ivonne Lucía Butler de los Montellanos     | Barahona                                             |                                             |
| 1973      | Liliana Maritza Fernández González         | Hermanas Mirabal                                     |                                             |
| 1974      | Jacqueline María Cabrera Vargas            | Espaillat                                            |                                             |
| 1975      | Milvia Sofía Troncoso Hernández            | Dajabón                                              |                                             |
| 1976      | Norma Eugenia Lora de Rosario              | Independencia                                        |                                             |
| 1977      | Blanca Aurora Sardiñas Mora                | Puerto Plata                                         | Top 12                                      |
| 1978      | Raquel Josefina Jacobo Jaar                | María Trinidad Sánchez                               |                                             |
| 1979      | Viena Elizabeth García Javier              | Samaná                                               |                                             |
| 1980      | Milagros Consuelo Germán Olalla            | Santiago Rodríguez                                   |                                             |
| 1981      | Fausta Lucía Peña Veras                    | Puerto Plata                                         |                                             |
| 1982      | Soraya Josefina Morey Molina               | San Pedro de Macorís                                 |                                             |
| 1983      | María Alexandra Astwood Tueni              | Distrito Nacional                                    |                                             |
| 1984      | Sumaya Alejandrina Heinsen Pérez           | Puerto Plata                                         |                                             |
| 1985      | Melba Altagracia Vicéns Bello              | Barahona                                             |                                             |
| 1986      | Lissette Selena Chamorro Rodríguez         | Monte Cristi                                         |                                             |
| 1987      | Carmen Rita Pérez Pellerano                | Archivo:Escudo de la Provincia Santiago.svg Santiago |                                             |
| 1988      | Patricia María Jiménez Brito               | Duarte                                               | Top 10                                      |
| 1989      | Ana María Canaán Camilo                    | La Vega                                              |                                             |
| 1990      | Rosario del Carmen Rodríguez del Rosario   | Distrito Nacional                                    |                                             |
| 1991      | Melissa Carolina Vargas Cardona            | Archivo:Escudo de la Provincia Santiago.svg Santiago |                                             |
| 1992      | Ana Eliza González Garrido                 | Archivo:Escudo de la Provincia Santiago.svg Santiago |                                             |
| 1993      | Odalisse Margarita Rodríguez González      | Distrito Nacional                                    |                                             |
| 1994      | Vielka Verónica Valenzuela Lama            | La Vega                                              |                                             |
| 1995      | Cándida Yesenia Lara Betances              | San Cristóbal                                        | Top 10                                      |
| 1996      | Sandra Natasha Abreu Matusevicius          | La Romana                                            |                                             |
| 1997      | Cesarina del Carmen Mejía Sánchez          | Azua                                                 |                                             |
| 1998      | Selinée Marleny Méndez Rodríguez           | Monseñor Nouel                                       |                                             |
| 1999      | Luz Cecilia Margarita García Guzmán        | Moca                                                 |                                             |
| 2000      | Gilda Evangelina Jovine Gross              | Constanza                                            |                                             |
| 2001      | Claudia Cristiana Cruz de los Santos       | San Juan                                             |                                             |
| 2002      | Ruth Amelia Ocumárez Apataño               | Distrito Nacional                                    |                                             |
| 2003      | Amelia Patricia Vega Polanco               | Archivo:Escudo de la Provincia Santiago.svg Santiago | Miss Universo 2003 Mejor Traje Típico       |
| 2004      | Larissa del Mar Fiallo Scanlón             | La Vega                                              |                                             |
| 2005      | Renata María de Jesús Soñé Savery          | Distrito Nacional                                    | Segunda Finalista                           |
| 2006      | Mía Lourdes Taveras López                  | Archivo:Escudo de la Provincia Santiago.svg Santiago |                                             |
| 2007      | Massiel Indira Taveras Henríquez           | Archivo:Escudo de la Provincia Santiago.svg Santiago |                                             |
| 2008      | Marianne Elizabeth Cruz González           | Hermanas Mirabal                                     | Segunda Finalista                           |
| 2009      | Ada Aimeé de la Cruz Ramírez               | San José de Ocoa                                     | Primera Finalista                           |
| 2010      | Eva Carolina Arias Viñas                   | Espaillat                                            |                                             |
| 2011      | Dalia Cristina Fernández Sánchez           | Archivo:Escudo de la Provincia Santiago.svg Santiago |                                             |
| 2012      | Carlina Durán Baldera                      | La Vega                                              | Destituída                                  |
| 2012      | Dulcita Lynn Lieggi Francisco              | Distrito Nacional                                    |                                             |
| 2013      | Yaritza Miguelina Reyes Ramírez            | Elías Piña                                           | Top 10                                      |
| 2014      | Kimberly Altagracia Castillo Mota          | Higüey                                               |                                             |
| 2015      | Clarissa María Molina Contreras            | Espaillat                                            | Top 10                                      |
| 2016      | Rosalba «Sal» Abreu García                 | Maimón                                               |                                             |
| 2017      | Carmen Muñoz Guzmán                        | Duarte                                               |                                             |
| 2018      | Aldy María Bernard Bonilla                 | Laguna Salada                                        |                                             |
| 2019      | Clauvid Luz Dály Cabrera                   | Punta Cana                                           | Top 20                                      |
| 2020      | Kimberly Marie Jiménez Rodríguez           | La Romana                                            | Cuarta Finalista Miss Espíritu del Carnaval |
| 2021      | Andreína Martínez Founier-Rosado           | Com. Dom. En EE. UU.                                 | Descalificada                               |
| 2021      | Debbie Jochabed Áflalo Vargas              | Azua                                                 |                                             |
| 2022      | Andreína Martínez Founier-Rosado           | Com. Dom. En EE. UU.                                 | Segunda Finalista                           |
| 2023      | Mariana Isabel Dówning Abreu               | Sánchez Ramírez                                      |                                             |
| 2024      | Celinée Ágata Santos Frías                 | Distrito Nacional                                    | Top 30                                      |
| 2025      | Jennifer Rocío Ventura Marte               | Barahona                                             | TBA                                         |

## Ganadoras de Miss Mundo Dominicana
La primera vez que República  Dominicana participó en Miss Mundo fue en 1966, Jeanette Dotel, quien asistiría al Miss Universo de ese año delegó su derecho de ir a Miss Universo para representar a la República Dominicana en Miss Mundo obteniendo la primera clasificación dominicana en algún certamen internacional. Desde que 1956 ellos coronaron Miss República Dominicana, Miss Mundo Dominicana y Reina Nacional de Belleza Miss República Dominicana estaban juntos. Entonces ellos separan en 2003 hasta el 2013. Tuvo varios nombres durante su historia. Los nombres fueron Virreina al Miss Mundo, Señorita República Dominicana Mundo y Miss Mundo Dominicana. Desde 2014 en adelante, este lugar será segundo lugar en el Concurso Nacional de Belleza de la República Dominicana. Miss Mundo Dominicana  es Mayra Delgado, representante del Distrito Nacional. 
- : Ganadora
- : Finalista
- : Semifinalista
- : Cuartofinalista
- : Ganadora de un Premio Especial

| Año  | Ganadora                                                    | Representó a                                                | Placada en Miss Mundo                                                             |
| ---- | ----------------------------------------------------------- | ----------------------------------------------------------- | --------------------------------------------------------------------------------- |
| 1966 | Jeanette Dotel Montes de Ocoa                               | San Juan                                                    | Top 15                                                                            |
| 1967 | Margarita Rosa Rueckschnat Schott                           | Distrito Nacional                                           |                                                                                   |
| 1968 | Ingrid Marie García                                         | Duarte                                                      |                                                                                   |
| 1969 | Sandra Simone Cabrera Cabral                                | Peravia                                                     |                                                                                   |
| 1970 | Fátima Magdalena Schéker Ocoa*                              | La Altagracia                                               |                                                                                   |
| 1971 | Haydée Kuret Pacheco                                        | Barahona                                                    |                                                                                   |
| 1972 | Teresa Evangelina Medrano                                   | Puerto Plata                                                |                                                                                   |
| 1973 | Clariza Duarte Garrido                                      | Puerto Plata                                                | Top 7                                                                             |
| 1974 | Giselle Scanlón Grullón                                     | La Vega                                                     |                                                                                   |
| 1975 | Carmen Rosa Arredondo Pou                                   | Santo Domingo                                               |                                                                                   |
| 1976 | Jenny Corporan Viñas                                        | Archivo:Escudo de la Provincia Santiago.svgSantiago         |                                                                                   |
| 1977 | Jackeline Patricia Hernández                                | La Altagracia                                               |                                                                                   |
| 1978 | Jenny Polanco Rivera                                        | Puerto Plata                                                |                                                                                   |
| 1979 | Sabrina Brugal Tillan                                       | Bahoruco                                                    |                                                                                   |
| 1980 | Patricia Polanco Álvarez                                    | Archivo:Escudo de la Provincia Santiago.svgSantiago         |                                                                                   |
| 1981 | Josefina María Cuello Pérez                                 | Duarte                                                      |                                                                                   |
| 1982 | Mariasela Álvarez Lebrón                                    | Distrito Nacional                                           | Miss Mundo 1982 Reina de las Américas                                             |
| 1983 | Yonoris Maribel Estrella Florentino                         | Azua                                                        |                                                                                   |
| 1984 | Mayelinne Inés de Lara Almanzar                             | El Seibo                                                    |                                                                                   |
| 1985 | María Trinidad «Mariela» González Hernández                 | Archivo:Escudo de la Provincia Santiago.svgSantiago         |                                                                                   |
| 1986 | Susana Corina González Pérez                                | Archivo:Escudo de la Provincia Santiago.svgSantiago         |                                                                                   |
| 1987 | Paula del Carmen Lora García                                | Salcedo                                                     |                                                                                   |
| 1988 | María Josefina Martínez                                     | Santiago Rodríguez                                          |                                                                                   |
| 1989 | Irma Guillermina Mauriz                                     | Puerto Plata                                                |                                                                                   |
| 1990 | Brenda Marte Lajara                                         | Pedernales                                                  |                                                                                   |
| 1991 | Rosanna Rodríguez Portalatín                                | La Vega                                                     |                                                                                   |
| 1992 | Gina María Rojas Mañón                                      | La Vega                                                     |                                                                                   |
| 1993 | Lynn Álvarez Klinken                                        | La Vega                                                     |                                                                                   |
| 1994 | Claudia Franjul González                                    | Baní                                                        |                                                                                   |
| 1995 | Patricia Bayonet Robles                                     | El Seibo                                                    |                                                                                   |
| 1996 | Idelsa Núñez Torres                                         | Distrito Nacional                                           | Top 10                                                                            |
| 1997 | Carolina Estrella Peña                                      | Puerto Plata                                                |                                                                                   |
| 1998 | Sharmin Díaz Escoto                                         | San Pedro de Macorís                                        |                                                                                   |
| 1999 | Johanna Lantigua Polanco                                    | Pedernales                                                  | No Fue Al Certamen                                                                |
| 1999 | Luz Cecilia García Guzmán                                   | Moca                                                        |                                                                                   |
| 2000 | Claudia Santaella Quiñónez                                  | Distrito Nacional                                           | No Fue Al Certamen                                                                |
| 2000 | Gilda Evangelina Jovine Gross                               | Constanza                                                   |                                                                                   |
| 2001 | Jeimy Castillo Molina                                       | Bonao                                                       |                                                                                   |
| 2002 | Jeimi Hernández                                             | Bonao                                                       | No Fue Al Certamen                                                                |
| 2003 | María Eugenia Vargas                                        | Sánchez Ramírez                                             | Top 20                                                                            |
| 2004 | Claudia Julissa Cruz Rodríguez                              | Monseñor Nouel                                              | Primera Finalista Reina del Caribe                                                |
| 2005 | Elisa Abreu de los Santos                                   | La Vega                                                     |                                                                                   |
| 2006 | Paola María Torres Cohen                                    | Archivo:Escudo de la Provincia Santiago.svgSantiago         |                                                                                   |
| 2007 | Ada Aimée de la Cruz Ramírez                                | San Cristóbal                                               | Top 16 Belleza Playera                                                            |
| 2008 | Geisha Natalie Montes de Oca Robles                         | Distrito Nacional                                           |                                                                                   |
| 2009 | Ana Rita Contreras Sosa                                     | Monte Plata                                                 |                                                                                   |
| 2010 | Elizabeth Turra Brower                                      | Distrito Nacional                                           | No Fue Al Certamen                                                                |
| 2011 | Marianly Tejada Burgos                                      | Duarte                                                      | Miss Deporte                                                                      |
| 2012 | Sally Aponte Tejeda                                         | Hermanas Mirabal                                            | Top 30 Top 25 Prueba de Talento Top 57 Top Model Top 10 Deporte Top 10 Multimedia |
| 2012 | Jenny Margarita Blanco Márquez                              | Valverde                                                    | Destituída                                                                        |
| 2013 | Joely Bernat Rodríguez                                      | Com. Dom. En EE. UU.                                        | Top 20                                                                            |
| 2014 | Dhío Moreno Santos                                          | Santo Domingo Este                                          | Top 25 Top 20 Top Model                                                           |
| 2015 | Cynthia Núñez                                               | Duarte                                                      |                                                                                   |
| 2016 | Yaritza Miguelina Reyes Ramírez                             | Santo Domingo Norte                                         | Primera Finalista Reina del Caribe                                                |
| 2017 | Aletxa Mueses Santana                                       | Archivo:Escudo de la Provincia Santiago.svgSantiago         | Top 40 Miss Deporte Top 30 Top Model                                              |
| 2018 | Denise Romero Franjul                                       | La Altagracia                                               |                                                                                   |
| 2019 | Alba Marie Blair                                            | Jarabacoa                                                   | Top 40 Top Model Reinado más largo (1 años, 11 meses, y 5 días)                   |
| 2020 | No se realizó el concurso debido a la pandemia del COVID-19 | No se realizó el concurso debido a la pandemia del COVID-19 | No se realizó el concurso debido a la pandemia del COVID-19                       |
| 2021 | Emmy Peña                                                   | Duarte                                                      | Top 40 Top 13 Top Model Reina del Caribe                                          |
| 2023 | María Victoria Bayo                                         | Archivo:Escudo de la Provincia Santiago.svgSantiago         | Top 12 Top 20 Top Model                                                           |
| 2024 | Mayra Delgado                                               | Distrito Nacional                                           | Top 40 Miss Multimedia                                                            |

- La primera dominicana en concursar en Miss Mundo fue Jeanette Dotel, representante de San Juan en 1966, logrando obtener la primera clasificación de República Dominicana a semifinales en un certamen de categoría A.
- * Entró a Miss Internacional 1971.
- Mariasela Álvarez Lebron, representante del Distrito Nacional, es la única dominicana en haber obtenido el título de Miss Mundo en 1982 y en adición a eso, el título de Reina de las Américas.
- Puerto Plata, Santiago y Bonao son las únicas provincias en haber logrado el título de forma consecutiva en 1972-1973, 1985-1986 y 2001-2002, respectivamente.
- Santiago es la provincia que ostentan el mayor número de títulos ganados hasta la fecha con siete.
- La Vega es la única provincia en haber obtenido el título de Miss Mundo Dominicana en tres ocasiones seguidas, 1991, 1992 y 1993.
- Luz García, Gilda Jovine, Ada Aimée de la Cruz y Yaritza Reyes participaron en Miss Universo 1999, 2000, 2009 y 2013, respectivamente.
- Fátima Schéker y Cynthia Núñez participaron en Miss Internacional 1971 y 2016, respectivamente.
- Miss Mundo Dominicana 1990, Brenda Marte Lajara, ganó el certamen internacional Miss Intercontinental 1989, pasa a ser la reina después de que fuera destituida la ganadora, validando su puesto de primera finalista.
- La primera provincia del Norte en ganar el Miss Mundo Dominicana fue Duarte en 1968, la primera provincia del Sureste fue Distrito Nacional en 1967, la primera provincia del Sur fue San Juan en 1966 y la primera provincia del Este fue  La Altagracia en 1970.
- La última vez que una provincia del Norte ganó el Miss Mundo Dominicana fue Santiago en 2023, la última vez que una provincia del Sureste ganó fue Santo Domingo Norte en 2016, la última vez que una provincia del Sur ganó fue San Cristóbal en 2007 y la última vez que una provincia del Este ganó fue La Altagracia en 2018.
- Miss Mundo Dominicana ha coronado 54 candidatas, elegidas con la misión de representar a la República Dominicana en el Miss Mundo.
- La provincia más exitosa en el Miss Mundo Dominicana es Distrito Nacional, el cual ha colocado a dos dominicanas en el top de Miss Mundo.
- República Dominicana no ha dejado de enviar candidatas al Miss Mundo desde su debut en 1966, a excepción de los años 2002 y 2010.
- Sally Aponte, representante de la provincia Hermanas Mirabal,  fue escogida como la nueva Miss Mundo Dominicana 2012, debido a que Jenny Blanco fue destituida, ya que sobrepasaba el límite de edad requerida para el certamen, sin embargo la directora del Miss Mundo, le solicitó ser co-conductora de esta edición del certamen.
- Hasta el momento República Dominicana mantiene un récord de 13 clasificaciones en Miss Mundo, repartidas entre 1 Miss Mundo, 2 primeras finalistas, 1 Top 7 y 9 semifinalistas.
- Patricia Polanco Miss Mundo Dominicana 1980 es la madre de Miss República Dominicana 2002 y Miss Universo 2003, Amelia Vega. Ambas representaron a la provincia de Santiago en el Miss República Dominicana.
- Gisselle Scanlon Miss Mundo Dominicana 1974 es la madre de Miss República Dominicana 2004, Larimar Fiallo. Ambas representaron a la provincia de La Vega en el Miss República Dominicana.
- La República Dominicana posee mayor récord de clasificaciones en Miss Mundo que en cualquier otro concurso del Grand Slam.
- La última vez que República Dominicana clasificó en Miss Mundo fue Emmy Peña en 2021, logrando estar entre las semifinalistas de la edición.

### Provincias ganadoras del Miss Mundo Dominicana
A continuación se presentan a las provincias y municipios ganadores del Miss Mundo Dominicana.
| # de Títulos | Provincia/Municipio                                 | Año Ganador                               |
| 07           | Archivo:Escudo de la Provincia Santiago.svgSantiago | 1976, 1980, 1985, 1986, 2006, 2017, 2023  |
| 07           | Distrito Nacional                                   | 1967, 1982, 1996, 2000*, 2008, 2010, 2024 |
| 05           | Duarte                                              | 1968, 1981, 2011, 2015, 2021              |
| 05           | La Vega                                             | 1974, 1991, 1992, 1993, 2005              |
| 05           | Puerto Plata                                        | 1972, 1973, 1978, 1989, 1997              |
| 03           | La Altagracia                                       | 1970, 1977, 2018                          |
| 02           | Bonao                                               | 2001, 2002                                |
| 02           | Pedernales                                          | 1990, 1999*                               |
| 02           | El Seibo                                            | 1984, 1995                                |
| 01           | Jarabacoa                                           | 2019                                      |
| 01           | Santo Domingo Norte                                 | 2016                                      |
| 01           | Santo Domingo Este                                  | 2014                                      |
| 01           | Com. Dom. En EE.UU.                                 | 2013                                      |
| 01           | Valverde                                            | 2012*                                     |
| 01           | Hermanas Mirabal                                    | 2012                                      |
| 01           | Monte Plata                                         | 2009                                      |
| 01           | San Cristóbal                                       | 2007                                      |
| 01           | Monseñor Nouel                                      | 2004                                      |
| 01           | Sánchez Ramírez                                     | 2003                                      |
| 01           | Constanza                                           | 2000                                      |
| 01           | Moca                                                | 1999                                      |
| 01           | San Pedro de Macorís                                | 1998                                      |
| 01           | Baní                                                | 1994                                      |
| 01           | Santiago Rodríguez                                  | 1988                                      |
| 01           | Salcedo                                             | 1987                                      |
| 01           | Azua                                                | 1983                                      |
| 01           | Bahoruco                                            | 1979                                      |
| 01           | Santo Domingo                                       | 1975                                      |
| 01           | Barahona                                            | 1971                                      |
| 01           | Peravia                                             | 1969                                      |
| 01           | San Juan                                            | 1966                                      |

## Ganadoras de Miss  Internacional República Dominicana
Reina Nacional de Belleza Miss República Dominicana es un certamen que fue hecho 2003 hasta el 2013. La primera vez que República Dominicana envió una delegada al Miss Internacional fue en 1962 ellos coronaron Miss República Dominicana, Miss Mundo Dominicana y Reina Nacional de Belleza Miss República Dominicana juntos. Entonces ellos separan en 2003. A veces, el ganador del certamen entraba a ambos certámenes, Miss Universo y Miss Internacional. Eso sucedió en 1991, 1995 y 1996. En 2003, la primera ganadora, Aura Ramos no podría entrar a Miss Internacional 2003 debido a problemas de visa en último minuto. Tuvo varios nombres durante su historia. Fueron  Señorita República Dominicana Internacional,  Miss RD Internacional y  Reina Nacional de Belleza de República Dominicana. Desde hace unos años hasta la fecha la candidata al Miss Internacional es elegida o designada por la organización de Miss Mundo Dominicana. Miss Internacional República Dominicana es Ana Maspons, representante de Santo Domingo de Guzmán. 
- : Ganadora
- : Finalista
- : Semifinalista
- : Cuartofinalista
- : Ganadora de un Premio Especial

| Año  | Ganadora                                                    | Representó a                                                | Placada en Miss Internacional                               |
| ---- | ----------------------------------------------------------- | ----------------------------------------------------------- | ----------------------------------------------------------- |
| 1962 | Milagros García Duval                                       | Santiago Rodríguez                                          |                                                             |
| 1963 | Norma Guzmán Simo                                           | Espaillat                                                   |                                                             |
| 1964 | Mildred Almonte Rouas                                       | Valverde                                                    |                                                             |
| 1967 | Vivien Susana Estrella                                      | Archivo:Escudo de la Provincia Santiago.svgSantiago         |                                                             |
| 1971 | Fátima Magdalena Schéker Ocoa                               | La Altagracia                                               |                                                             |
| 1989 | Elbanira Morales de la Rosa                                 | Azua                                                        |                                                             |
| 1990 | Vivian Aelin Calderón                                       | Puerto Plata                                                |                                                             |
| 1991 | Lisa Córdoba Melilla                                        | Hato Mayor                                                  | No Fue Al Certamen                                          |
| 1991 | Melissa Carolina Vargas Cardona                             | Archivo:Escudo de la Provincia Santiago.svgSantiago         | Miss Fotogénica                                             |
| 1992 | Giselle del Carmen Abreu                                    | Barahona                                                    | Top 15                                                      |
| 1993 | Ludwicka Espinal Polawesky-Sonsky                           | Villa Mella                                                 | No Fue Al Certamen                                          |
| 1994 | Alexia Lockhart                                             | Archivo:Escudo de la Provincia Santiago.svgSantiago         |                                                             |
| 1995 | Jeimy Bacar Hernández                                       | Valverde                                                    | No Fue Al Certamen                                          |
| 1995 | Cándida Lara Betances                                       | San Cristóbal                                               |                                                             |
| 1996 | Anneliese Margarita Ortiz                                   | Salcedo                                                     | Renunció                                                    |
| 1996 | Sandra Natasha Abreu Matusevicius                           | La Romana                                                   |                                                             |
| 1997 | Elsa María Peña Rodríguez                                   | Peravia                                                     |                                                             |
| 1998 | Sorangel Fersobe Matos                                      | San Juan                                                    |                                                             |
| 1999 | Patsi Arias                                                 | Peravia                                                     | Top 15                                                      |
| 2000 | Daniela Marleny Andrade Martínez                            | Samaná                                                      | No Fue Al Certamen                                          |
| 2001 | Bélgica Judith Cury                                         | Santo Domingo Este                                          | Top 15                                                      |
| 2002 | Jeimi Vanessa Hernández Franjul                             | Bonao                                                       | Top 12                                                      |
| 2004 | Carol María Arciniegas                                      | Com. Dom. En Nueva York                                     |                                                             |
| 2005 | Yadira Geara Cury                                           | Espaillat                                                   | Primera Finalista                                           |
| 2006 | Wilma Abreu Nazario                                         | Monte Plata                                                 | Top 12                                                      |
| 2007 | Ana Carolina Viñas Machado                                  | La Altagracia                                               |                                                             |
| 2008 | Claudia Mabel Peña Gómez                                    | Monseñor Nouel                                              |                                                             |
| 2009 | Victoria de Jesús Fernández Tavarez                         | Archivo:Escudo de la Provincia Santiago.svgSantiago         | Top 15                                                      |
| 2010 | Sophinel Báez                                               | María Trinidad Sánchez                                      |                                                             |
| 2011 | Catherine Ramírez Rosario                                   | Espaillat                                                   |                                                             |
| 2012 | Melody Mir                                                  | Archivo:Escudo de la Provincia Santiago.svgSantiago         | Tercera Finalista                                           |
| 2013 | Carmen Muñoz                                                | Archivo:Escudo de la Provincia Santiago.svgSantiago         |                                                             |
| 2014 | Bárbara Santana                                             | Com. Dom. En EE. UU.                                        |                                                             |
| 2015 | Irina Peguero                                               | La Altagracia                                               |                                                             |
| 2016 | Perla Núñez Acosta                                          | Valverde                                                    | No Fue Al Certamen                                          |
| 2016 | Cynthia Núñez                                               | Duarte                                                      | Top 15                                                      |
| 2017 | Jennifer Valdez                                             | Valverde                                                    |                                                             |
| 2018 | Stéphanie Bustamante                                        | Com. Dom. En EE. UU.                                        |                                                             |
| 2019 | Zaidy Bello                                                 | Santo Domingo Este                                          | Reinado más largo (1 años, 11 meses, y 5 días)              |
| 2020 | No se realizó el concurso debido a la pandemia del COVID-19 | No se realizó el concurso debido a la pandemia del COVID-19 | No se realizó el concurso debido a la pandemia del COVID-19 |
| 2021 | No se realizó el concurso debido a la pandemia del COVID-19 | No se realizó el concurso debido a la pandemia del COVID-19 | No se realizó el concurso debido a la pandemia del COVID-19 |
| 2022 | Celinée Santos Frías                                        | San Francisco de Macorís                                    | Cuarta Finalista                                            |
| 2023 | Yamilex Hernández del Orbe                                  | La Vega                                                     | Top 15                                                      |
| 2024 | Miyuki Cruz                                                 | Com. Dom. En Japón                                          | Top 20                                                      |
| 2025 | Ana Maspons                                                 | Santo Domingo de Guzmán                                     | TBA                                                         |

### Provincias ganadoras del Miss República Dominicana Internacional
A continuación se presentan a las provincias y municipios ganadores del Miss República Dominicana Internacional.
| # de Títulos | Provincia/Municipio                                 | Año Ganador                        |
| 06           | Archivo:Escudo de la Provincia Santiago.svgSantiago | 1967, 1991, 1994, 2009, 2012, 2013 |
| 03           | Com. Dom. En EE.UU.                                 | 2004*, 2014, 2018                  |
| 03           | Valverde                                            | 1964, 1995*, 2016*                 |
| 03           | La Altagracia                                       | 1971, 2007, 2015                   |
| 03           | Espaillat                                           | 1963, 2005, 2011                   |
| 02           | Santo Domingo Este                                  | 2001, 2019                         |
| 02           | Peravia                                             | 1997, 1999                         |
| 01           | Santo Domingo de Guzmán                             | 2025                               |
| 01           | Com. Dom. En Japón                                  | 2024                               |
| 01           | La Vega                                             | 2023                               |
| 01           | San Francisco de Macorís                            | 2022                               |
| 01           | Pedernales                                          | 2017                               |
| 01           | Duarte                                              | 2016                               |
| 01           | María Trinidad Sánchez                              | 2010                               |
| 01           | Monseñor Nouel                                      | 2008                               |
| 01           | Monte Plata                                         | 2006                               |
| 01           | Bonao                                               | 2002                               |
| 01           | Samaná                                              | 2000                               |
| 01           | San Juan                                            | 1998                               |
| 01           | La Romana                                           | 1996                               |
| 01           | Salcedo                                             | 1996*                              |
| 01           | San Cristóbal                                       | 1995                               |
| 01           | Villa Mella                                         | 1993                               |
| 01           | Barahona                                            | 1992                               |
| 01           | Hato Mayor                                          | 1991*                              |
| 01           | Puerto Plata                                        | 1990                               |
| 01           | Azua                                                | 1989                               |
| 01           | Santiago Rodríguez                                  | 1962                               |

- * Como Comunidad Dominicana en New York.

## Ganadoras de Miss República Dominicana Tierra
Miss República Dominicana Tierra es un certamen que manda candidatas al Miss Tierra a representar al país. Desde 2014 en adelante, este lugar será cuarto lugar en el Concurso Nacional de Belleza de la República Dominicana. Desde el 2021 Chris Puesan ha tomado el mando de la franquicia de Miss Tierra República Dominicana y es director en jefe responsable de enviar a la representante dominicana al certamen internacional. Miss República Dominicana Tierra es Tamara Aznar,  representante del Distrito Nacional.
- Ganadora
- Finalista
- Semifinalista
- Cuartofinalista
- Ganadora de un Premio Especial

| Año  | Ganadora                    | Representó a             | Placada en Miss Tierra           |
| ---- | --------------------------- | ------------------------ | -------------------------------- |
| 2001 | Catherine Núñez             | Elías Piña               |                                  |
| 2002 | Yilda Santana               | Duvergé                  |                                  |
| 2003 | Suanny Frotaán              | La Romana                |                                  |
| 2004 | Nileny Estévez              | Santiago Rodríguez       |                                  |
| 2005 | Amell Santana               | Hato Mayor               | Primera Finalista Miss Earth-Air |
| 2006 | Alondra Peña                | Puerto Plata             |                                  |
| 2007 | Themys Febriel              | Azua                     | Top 16                           |
| 2008 | Diana Flores                | San Francisco de Macorís |                                  |
| 2009 | Mariel García               | San Francisco de Macorís |                                  |
| 2010 | Wisleidy Osorio             | Samaná                   |                                  |
| 2011 | Sarah Feliz                 | Monseñor Nouel           |                                  |
| 2012 | Rocío Castellanos           | Distrito Nacional        |                                  |
| 2013 | María Eugenia de los Santos | San Juan                 |                                  |
| 2014 | Mayté Brito                 | San Cristóbal            | Miss Oakwood Medalla de Plata    |
| 2015 | Alexandra Parker            | Monte Plata              |                                  |
| 2016 | Nicole Jimeno               | Valverde                 |                                  |
| 2017 | Ingrid Franco               | Boca Chica               |                                  |
| 2018 | Gabriela Franceschini       | Duarte                   |                                  |
| 2019 | Yasmín Evangelista          | Distrito Nacional        |                                  |
| 2020 | Jessica Polanco             | Boca Chica               | Renunció                         |
| 2020 | María Altagracia Villalona  | Santo Domingo            |                                  |
| 2021 | Nicole Franco               | Distrito Nacional        |                                  |
| 2022 | Nieves Marcano              | María Trinidad Sánchez   |                                  |
| 2023 | Elianny Capellán            | Samaná                   |                                  |
| 2024 | Tamara Aznar                | Distrito Nacional        | Top 8                            |

### Provincias ganadoras del Miss Tierra República Dominicana
A continuación se presentan a las provincias y municipios ganadores del Miss Tierra República Dominicana.
| # de Títulos | Provincia/Municipio      | Año Ganador            |
| 04           | Distrito Nacional        | 2012, 2019, 2021, 2024 |
| 02           | Samaná                   | 2010, 2023             |
| 02           | Boca Chica               | 2017, 2020*            |
| 02           | San Francisco de Macorís | 2008, 2009             |
| 01           | María Trinidad Sánchez   | 2022                   |
| 01           | Santo Domingo            | 2020                   |
| 01           | Duarte                   | 2018                   |
| 01           | Valverde                 | 2016                   |
| 01           | Monte Plata              | 2015                   |
| 01           | San Cristóbal            | 2014                   |
| 01           | San Juan                 | 2013                   |
| 01           | Monseñor Nouel           | 2011                   |
| 01           | Azua                     | 2007                   |
| 01           | Puerto Plata             | 2006                   |
| 01           | Hato Mayor               | 2005                   |
| 01           | Santiago Rodríguez       | 2004                   |
| 01           | La Romana                | 2003                   |
| 01           | Duvergé                  | 2002                   |
| 01           | Elías Piña               | 2001                   |

## Ganadoras de Miss República Dominicana Supranacional
La Miss RD Supranacional se tenía previo que fuese electa entre las finalistas de Miss República Dominicana, pero se ha seleccionado a una candidata sin tener que ir a concursos. En el 2009 se debuta el Miss Supranacional y se envió la primera candidata para que nos representara en dicho certamen. En el 2011 la candidata fue seleccionada entre las finalistas del Reinas de Belleza Nacional con un año de anticipación para su preparación. Iniciando desde 2021 en adelante, la organización de Misses of Dominican Republic radicada en New York dirigida por Alejandro Martínez y Jorge Cruz, es la encargada de seleccionar a la representante dominicana hacia el concurso internacional. Miss Supranacional República Dominicana es Karibel Pérez, representante de la provincia, Santiago. 
- Ganadora
- Finalista
- Semifinalista
- Cuartofinalista
- Ganadora de un Premio Especial

| Año  | Ganadora                                                    | Representó a                                                | Placada en Miss Supranacional                                       |
| ---- | ----------------------------------------------------------- | ----------------------------------------------------------- | ------------------------------------------------------------------- |
| 2009 | Kirsis Celestino Jean                                       | La Romana                                                   |                                                                     |
| 2010 | Darling Cruz Roperto                                        | Com. Dom. En EE. UU.                                        |                                                                     |
| 2011 | Sophinel Báez Santos                                        | María Trinidad Sánchez                                      | Top 20 - Miss Elegancia - Miss Supranacional de las Américas        |
| 2012 | Sally Aponte                                                | Hermanas Mirabal                                            | Designada Miss Mundo Dominicana 2012                                |
| 2012 | Carolyn Hawa                                                | Archivo:Escudo de la Provincia Santiago.svgSantiago         | No fue al certamen, negación de visado polaco                       |
| 2012 | Chantel Martínez Figueroa                                   | Com. Dom. En EE. UU.                                        | Top 20                                                              |
| 2013 | Alba Marina Aquino                                          | La Altagracia                                               |                                                                     |
| 2014 | Britney Ann Bueno                                           | Com. Dom. En EE. UU.                                        |                                                                     |
| 2015 | Ingrid Franco                                               | Boca Chica                                                  |                                                                     |
| 2016 | Alexandra Elizabeth Párker                                  | Monseñor Nouel                                              | No Fue Al Certamen                                                  |
| 2017 | Lia Dashira Rossis                                          | Com. Dom. En EE. UU.                                        |                                                                     |
| 2018 | América Yomaira De Luna                                     | Com. Dom. En España                                         |                                                                     |
| 2019 | Yaliza Burgos                                               | Samaná                                                      | Top 25 - Miss Supranacional del Caribe                              |
| 2020 | No se realizó el concurso debido a la pandemia del COVID-19 | No se realizó el concurso debido a la pandemia del COVID-19 | No se realizó el concurso debido a la pandemia del COVID-19         |
| 2021 | Eoanna Constanza                                            | Com. Dom. En EE. UU.                                        | Cuarta Finalista - Top 3 Miss Elegancia                             |
| 2022 | Eva Azcona                                                  | Archivo:Escudo de la Provincia Santiago.svgSantiago         | Renunció                                                            |
| 2022 | Emely Ruiz                                                  | Valverde                                                    |                                                                     |
| 2023 | Crystal Matos                                               | Com. Dom. En EE. UU.                                        | Top 12                                                              |
| 2024 | Jennifer Valdez                                             | Valverde                                                    |                                                                     |
| 2025 | Karibel Pérez                                               | Archivo:Escudo del Municipio Santiago.svgSantiago           | Top 24 - Miss Supranacional del Caribe - Top 20 Miss Más Influyente |

### Provincias ganadoras del Miss República Dominicana Supranacional
A continuación se presentan a las provincias y municipios ganadores del Miss República Dominicana Supranacional 
| # de Títulos | Provincia/Municipio                                 | Año Ganador                        |
| 06           | Com. Dom. En EE.UU.                                 | 2010, 2012, 2014, 2017, 2021, 2023 |
| 02           | Valverde                                            | 2022, 2024                         |
| 02           | Archivo:Escudo de la Provincia Santiago.svgSantiago | 2022*, 2025                        |
| 01           | Samaná                                              | 2019                               |
| 01           | Com. Dom. En España                                 | 2018                               |
| 01           | Monseñor Nouel                                      | 2016                               |
| 01           | Boca Chica                                          | 2015                               |
| 01           | La Altagracia                                       | 2013                               |
| 01           | María Trinidad Sánchez                              | 2011                               |
| 01           | La Romana                                           | 2009                               |

## Ganadoras de Miss RD Grand Internacional
La Miss RD Grand Internacional se selecciona entre las finalistas del concurso de Miss República Dominicana desde el 2013. La Miss RD Grand Internacional fue elegida por primera vez en el 2013 para la primera versión del Miss Grand International, el cual tuvo un alto nivel de producción y calidad. Iniciando desde 2021 en adelante, la organización de Misses of Dominican Republic radicada en New York dirigida por Alejandro Martínez y Jorge Cruz, es la encargada de seleccionar a la representante dominicana hacia el concurso internacional. Miss Grand Internacional República Dominicana es Madelyn Mejía, representante de la provincia Peravia.
- : Ganadora
- : Finalista
- : Semifinalista
- : Cuartofinalista
- : Ganadora de un Premio Especial

| Año  | Ganadora             | Representó a                                        | Placada en Miss Grand Internacional                              |
| ---- | -------------------- | --------------------------------------------------- | ---------------------------------------------------------------- |
| 2013 | Chantel Martínez     | Com. Dom. En EE. UU.                                | Primera Finalista - Mejor Traje de Noche                         |
| 2014 | Germania Martínez    | Com. Dom. En EE. UU.                                | Top 25 Traje de Baño                                             |
| 2015 | Anea García          | Com. Dom. En EE. UU.                                | Miss Grand Internacional 2015 (Renunció) - Top 20 Traje Nacional |
| 2016 | Lucero Arias         | Dajabón                                             | Top 10 más votadas                                               |
| 2017 | Surahai Reyes        | Com. Dom. En EE. UU.                                |                                                                  |
| 2018 | Mayté Brito          | San Cristóbal                                       | Top 10                                                           |
| 2019 | Stéphanie Bustamante | Com. Dom. En EE. UU.                                | Top 21 - Top 20 Traje Nacional                                   |
| 2020 | Lady León            | Duarte                                              | Top 20 - Top 5 Traje de Baño                                     |
| 2021 | Stephanie Medina     | Com. Dom. En EE. UU.                                | Top 20                                                           |
| 2022 | Jearmanda Ramos      | Santo Domingo                                       | Top 20                                                           |
| 2023 | Skarxi Marte         | Archivo:Escudo de la Provincia Santiago.svgSantiago | Quinta Finalista - Mejor Traje en Baño                           |
| 2024 | María Félix          | Com. Dom. En EE. UU.                                | Cuarta Finalista                                                 |
| 2025 | Madelyn Mejía        | Peravia                                             | TBA                                                              |

- La República Dominicana no ha dejado de enviar candidatas al Miss Grand Internacional desde su debut en 2013.
- Chantel Martínez, representante de la Comunidad Dominicana en los Estados Unidos, es la primera reina de raza negra en obtener el título de Miss República Dominicana Grand Internacional en 2013 y la primera en debutar en este certamen.
- La primera vez que República Dominicana clasificó en este concurso estuvo a punto de obtener la corona, logrando en su defecto el puesto de primera finalista.
- Anea García, renunció al título de Miss Grand Internacional 2015, debido a acciones incorrectas de la organización. En dicho caso, Miss Grand Australia: Claire Elizabeth Parker, tomaría la posición, quien fuese la Primera Finalista.
- Chantel Martínez, Stéphanie Bustamante y Mayté Brito son las únicas reinas que han participado en dos concursos Grand Slam, todas participaron en Miss Grand Internacional, Chantel en Miss Supranacional 2012, Mayté en Miss Tierra 2014 y Stéphanie en Miss Internacional 2018.
- República Dominicana mantiene un récord de 9 clasificaciones en este certamen, de las cuales 7 son consecutivas.
- La Comunidad Dominicana en los Estados Unidos posee el mayor número de representantes que han clasificado en este concurso. Además ser la única provincia que ha logrado retener el título tres años seguidos en 2013, 2014 y 2015.
- Miss RD Grand Internacional 2013, Chantel Martínez y Miss Grand Internacional 2014, Germania Martínez son parientes cercanas.
- Miss República Dominicana Grand Internacional es el concurso dominicano con el mayor porcentaje de representantes de color elegidas hasta el momento.

### Provincias ganadoras del Miss República Dominicana Grand Internacional
A continuación se presentan a las provincias y municipios ganadores del Miss República Dominicana Grand Internacional.
| # de Títulos | Provincia/Municipio                                 | Año Ganador                              |
| 07           | Com. Dom. En EE. UU.                                | 2013, 2014, 2015, 2017, 2019, 2021, 2024 |
| 01           | Peravia                                             | 2025                                     |
| 01           | Archivo:Escudo de la Provincia Santiago.svgSantiago | 2023                                     |
| 01           | Santo Domingo                                       | 2022                                     |
| 01           | Duarte                                              | 2020                                     |
| 01           | San Cristóbal                                       | 2018                                     |
| 01           | Dajabón                                             | 2016                                     |

## Ganadoras de Miss República Dominicana Intercontinental
El Miss República Dominicana Intercontinental es un desfile separado que corona una representa de República Dominicana para Miss Intercontinental. El Desfile fue hecho 2007 eligiendo una cena con 20 candidatas. Este concurso tiene por objetivo,  elegir a la Miss República Dominicana Intercontinental, quien representará a la República Dominicana en dicho certamen. 
- Ganadora
- Finalista
- Semifinalista
- Ganadora de un Premio Especial

| Año  | Ganadora                                                    | Placada en Miss Intercontinetal |                                                             |
| ---- | ----------------------------------------------------------- | --- | ----------------------------------------------------------- |
| 1973 | Jazmín Periche Fuertes                                      | |                                                             |
| 1974 | Xiomara Josefina Silie Alba                                 | |                                                             |
| 1976 | Rosemary Montolio                                           | |                                                             |
| 1977 | Guadalupe Martínez González                                 | Top 19 |                                                             |
| 1978 | Linda María Ordóñez Vargas                                  | |                                                             |
| 1981 | Ramona Frías                                                | |                                                             |
| 1982 | Yocasta Reyes Fernández                                     | |                                                             |
| 1983 | María Josefina Martínez                                     | |                                                             |
| 1985 | Sumaya Heinsen                                              | Miss Intercontinental 1985 |                                                             |
| 1989 | Brenda Marte Lajara                                         | Miss Intercontinental 1989 - Quedó como 1.ª Finalista pero asumió la corona al ser destituida la ganadora proveniente de Nigeria a mitad de su reinado |                                                             |
| 1990 | Elizabeth Brown                                             | |                                                             |
| 1996 | Selinée Marleny Méndez Rodríguez                            | 1.ª Finalista |                                                             |
| 2001 | Flor Curet Veras                                            | 2.ª Finalista |                                                             |
| 2002 | Karen Carvajal Figuero                                      | |                                                             |
| 2004 | Ghaídy Tatiana Márquez Tactuk                               | 2.ª Finalista |                                                             |
| 2005 | Annabel Pérez                                               | |                                                             |
| 2006 | Catherine Mabel Ramírez Rosario                             | |                                                             |
| 2008 | Florelisa de Jesús                                          | Miss Intercontinental Caribe |                                                             |
| 2010 | Olga Lidia Navarro Santos                                   | 3.ª Finalista |                                                             |
| 2011 | Laura Báez                                                  | |                                                             |
| 2012 | Nayelin Aquino                                              | Top 15 - Mejor Cuerpo |                                                             |
| 2013 | Paloma Almonte                                              | |                                                             |
| 2015 | Alejandra Castillo                                          | |                                                             |
| 2016 | Gefranny Lara Almanzar                                      | No Fue Al Certamen |                                                             |
| 2017 | Christina Gieringer                                         | Top 18 |                                                             |
| 2018 | Wilma Antoniazzi Florentino                                 | |                                                             |
| 2019 | Celinée Santos Frías                                        | Top 20 - Reinado más largo |                                                             |
| 2020 | No se realizó el concurso debido a la pandemia del COVID-19 | No se realizó el concurso debido a la pandemia del COVID-19                                                                                            | No se realizó el concurso debido a la pandemia del COVID-19 |
| 2021 | Amy Marie Rodríguez Hernández                               | Mejor Traje Típico |                                                             |
| 2022 | María Eugenia Félix                                         | Top 20 |                                                             |
| 2023 | Yailin Georgina García                                      | Top 22 |                                                             |
| 2024 | Kelyali Infante-Cruz                                        | |                                                             |

## Representante Dominicana en el concurso Top Model of the World
- Ganadora
- Finalista
- Semifinalista
- Ganadora de un Premio Especial

| Año  | Ganadora                 | Placada en TMW              |
| ---- | ------------------------ | --------------------------- |
| 1996 | Selineé Méndez           | Top Model of the World 1996 |
| 2000 | Scarlet Campusano        | Top 5                       |
| 2001 | Jenny Díaz Batista       | Primera Finalista           |
| 2002 | Mayra Cueto Peralta      |                             |
| 2003 | María Eugene Payano      | Mejor Traje de Noche        |
| 2004 | Indhira Sofía Moquete    | Top 14                      |
| 2005 | Yeselin Pérez Peralta    |                             |
| 2007 | Moralma Rodríguez Cruz   |                             |
| 2008 | Paloma Almonte           |                             |
| 2009 | Sugeidy Castillo         | Top 15                      |
| 2010 | Ana Virginia de Óleo     |                             |
| 2011 | Thelma Lecta             |                             |
| 2012 | Danessa Taveras          |                             |
| 2013 | Karen Luna Peguero       |                             |
| 2015 | Anyelina Mariel Sánchez  |                             |
| 2018 | Maité Tiburcio           | Top 16 - Mejor Cuerpo       |
| 2021 | Asia Ciaffarafa          | Top 15 - Miss Globe         |
| 2023 | Danilka Germán Lerebours | Top 6                       |
| 2024 | Ana Gabriel Estien       |                             |

## Representante Dominicana en el Reinado Internacional del Café
- Ganadora
- Finalista
- Semifinalista
- Ganadora de un Premio Especial

| Año  | Ganadora                                                    | Placada en RIC                                              |
| ---- | ----------------------------------------------------------- | ----------------------------------------------------------- |
| 1957 | Magda Eleonora Mejía Guzmán                                 |                                                             |
| 1959 | Cristina Emilia Álvarez                                     | Primera Finalista                                           |
| 1974 | Wanda Thorman                                               |                                                             |
| 1975 | Jocelyn Álvarez                                             |                                                             |
| 1976 | Miguelina Sánchez Rodríguez                                 | Primera Finalista                                           |
| 1979 | Raquel Josefina Jacobo Jaar                                 |                                                             |
| 1981 | Milagros Consuelo Germán Olalla                             | Reina Internacional del Café 1981                           |
| 1982 | Josefina María Cuello Pérez                                 |                                                             |
| 1983 | Isabel Martínez Athill                                      |                                                             |
| 1984 | Josefína Mendoza                                            |                                                             |
| 1988 | Jacqueline Soñé Alfonseca                                   | Segunda Finalista                                           |
| 1989 | Rosa Elena Villanueva                                       | Primera Finalista                                           |
| 1991 | Brenda Marte Lajara                                         |                                                             |
| 1992 | Elbanira Morales de la Rosa                                 |                                                             |
| 1995 | Vielka Verónica Valenzuela Lama                             | Tercera Finalista                                           |
| 1996 | Cándida Yesenia Lara Betances                               | Reina Internacional del Café 1996                           |
| 1998 | Milstry del Carmen Del Orbe Gómez                           |                                                             |
| 1999 | Carloty María Veras García                                  | Virreina Internacional del Café 1999                        |
| 2001 | Michelle Alix Peralta                                       |                                                             |
| 2003 | Carol M. Arciniegas                                         | Segunda Finalista                                           |
| 2004 | Evelina Rodríguez                                           |                                                             |
| 2005 | Yadira Geara Cury                                           | Virreina Internacional del Café 2005                        |
| 2006 | Wilma Abreu Nazario                                         |                                                             |
| 2008 | Claudia Mabel Peña Gómez                                    | Segunda Finalista                                           |
| 2009 | Victoria de Jesús Fernández                                 | Segunda Finalista                                           |
| 2010 | Audris Rijo Gómez                                           | Segunda Finalista                                           |
| 2011 | Sofinel Báez Santos                                         | Reina Internacional del Café 2011                           |
| 2012 | Catherine Mabel Ramírez Rosario                             |                                                             |
| 2013 | Melody Mir                                                  | Primera Finalista - Top 5 Reina de la Policía               |
| 2014 | Carmen Muñoz Gúzman                                         |                                                             |
| 2015 | Leslye Santos Vargas                                        | Top 5 Reina de la Policía                                   |
| 2016 | Moesha Henríquez Suazo                                      |                                                             |
| 2017 | Jearmanda Ramos Rosario                                     |                                                             |
| 2018 | Sandibell Abreu                                             |                                                             |
| 2019 | Madeline María Sarante Alonzo                               |                                                             |
| 2020 | María Altagracia Villalona                                  | Destituída                                                  |
| 2021 | No se realizó el concurso debido a la pandemia del COVID-19 | No se realizó el concurso debido a la pandemia del COVID-19 |
| 2022 | Aída Saladín Castillo                                       | No Fue Al Certamen                                          |
| 2023 | Delisa Francisco Vásquez                                    | Top 5 Reina de la Policía                                   |
| 2024 | Nathaly Jiménez Guerrero                                    | Top 5 Reina de la Policía                                   |
| 2025 | Nicole Reynoso Tejada                                       | Top 12                                                      |

## Representante Dominicana en el Miss América Latina
- Ganadora
- Finalista
- Semifinalista
- Ganadora de un Premio Especial

| Año  | Ganadora                                                    | Placada en MAL                                              |
| ---- | ----------------------------------------------------------- | ----------------------------------------------------------- |
| 1983 | Deisy Rodriguez                                             | Primera Finalista                                           |
| 1984 | Lourdes Diaz                                                |                                                             |
| 2012 | Laura Baez                                                  | Top 12                                                      |
| 2013 | Anyely Hernández                                            | Top 12                                                      |
| 2014 | Alba Blair                                                  | Top 12                                                      |
| 2015 | Dalila Capote                                               |                                                             |
| 2016 | Idania Sánchez                                              | No Fue Al Certamen                                          |
| 2017 | Cristal Paniagua                                            |                                                             |
| 2018 | Heidy Rosado                                                | Top 7                                                       |
| 2019 | Crystal Matos                                               | Miss Fotogénica                                             |
| 2020 | No se realizó el concurso debido a la pandemia del COVID-19 | No se realizó el concurso debido a la pandemia del COVID-19 |
| 2021 | Brianny Baez                                                |                                                             |
| 2022 | Rosmeily Reyes                                              |                                                             |
| 2023 | Ramines Mena                                                | Top 7                                                       |
| 2024 | Massiel Chupani                                             | Miss América Latina 2024                                    |

## Ganadoras de Miss RD Continentes Unidos
La Miss Continentes Unidos República Dominicana se selecciona entre las finalistas del concurso de Miss República Dominicana desde 2013. En el 2013 se corona la primera Miss RD Continentes Unidos y también se nombra primera finalista del concurso. La ganadora entrara al Miss Continentes Unidos. Este certamen anteriormente se llamaba Miss Continente Americano y tuvo que cambiar su nombre, debido a que estaba tomando un gran auge internacional y así aceptar más candidatas de todas partes del mundo. Miss Continentes Unidos República Dominicana  es Zunilda Gálvez, representante del Distrito Nacional.
- Ganadora
- Finalista
- Semifinalista
- Ganadora de un Premio Especial

| Año  | Ganadora                                                    | Representó a                                                | Placada en MCU                                              |
| ---- | ----------------------------------------------------------- | ----------------------------------------------------------- | ----------------------------------------------------------- |
| 2013 | Anyelina Sánchez                                            | Distrito Nacional                                           | Top 10                                                      |
| 2014 | Geisha Montes De Oca                                        | Distrito Nacional                                           | Miss Continentes Unidos 2014                                |
| 2015 | Kimberly Castillo                                           | Higüey                                                      | Cuarta Finalista                                            |
| 2016 | Jennifer Cruz Pichardo                                      | La Altagracia                                               | Top 10 Miss Puntualidad                                     |
| 2017 | Jeisy Rodríguez                                             | Archivo:Escudo de la Provincia Santiago.svg Santiago        | Quinta Finalista                                            |
| 2018 | Tania Martínez                                              | Monte Cristi                                                | Top 10                                                      |
| 2019 | Michelle Ventura                                            | Sánchez Ramírez                                             | Reinado más largo                                           |
| 2020 | No se realizó el concurso debido a la pandemia del COVID-19 | No se realizó el concurso debido a la pandemia del COVID-19 | No se realizó el concurso debido a la pandemia del COVID-19 |
| 2021 | No se realizó el concurso debido a la pandemia del COVID-19 | No se realizó el concurso debido a la pandemia del COVID-19 | No se realizó el concurso debido a la pandemia del COVID-19 |
| 2022 | Zunilda Gálvez Díaz                                         | Distrito Nacional                                           |                                                             |

### Provincias ganadoras del Miss RD Continentes Unidos
A continuación se presentan a las provincias y municipios ganadores del Miss RD Continentes Unidos.
| # de Títulos | Provincia/Municipio                                  | Año Ganador            |
| 04           | Archivo:Escudo de la Provincia Santiago.svg Santiago | 2006, 2011, 2012, 2017 |
| 04           | Distrito Nacional                                    | 2009, 2013, 2014, 2022 |
| 01           | Sánchez Ramírez                                      | 2019                   |
| 01           | Monte Cristi                                         | 2018                   |
| 01           | La Altagracia                                        | 2016                   |
| 01           | Higüey                                               | 2015                   |
| 01           | Samaná                                               | 2010                   |
| 01           | La Romana                                            | 2008                   |
| 01           | Hermanas Mirabal                                     | 2007                   |

## Ganadora de Miss RD Continente Americano
La Miss RD Continente Americano, se designa entre las finalistas del concurso de Miss República Dominicana desde el 2009. En el 2010, se corona la primera Miss RD Continente Americano y también, se nombra Primera Finalista del concurso. La ganadora entrará al Miss Continente Americano. Este certamen, cambio de nombre a Miss Continentes Unidos, debido al auge que estaba adquiriendo internacionalmente y así poder aceptar candidatas de todos los países.
- Ganadora
- Finalista
- Semifinalista

| Año  | Ganadora               | Representó a                                         | Placada en MCA                           |
| ---- | ---------------------- | ---------------------------------------------------- | ---------------------------------------- |
| 2006 | Mía Taveras            | Archivo:Escudo de la Provincia Santiago.svg Santiago | Miss Continente Americano 2006           |
| 2007 | Marianne Cruz González | Hermanas Mirabal                                     | Miss Continente Americano 2007           |
| 2008 | Mariel Sabogal         | La Romana                                            |                                          |
| 2009 | Rocío Castellanos      | Distrito Nacional                                    |                                          |
| 2010 | Alma Álvarez           | Samaná                                               | Top 6                                    |
| 2011 | Dalia Fernández        | Archivo:Escudo de la Provincia Santiago.svg Santiago | Virreina Mejor Rostro                    |
| 2012 | Dulcita Lieggi         | Distrito Nacional                                    | Designada Miss República Dominicana 2012 |
| 2012 | Carolyn Hawa           | Archivo:Escudo de la Provincia Santiago.svg Santiago |                                          |

## Ganadoras de Miss RD Hispanoamericana
La Miss RD Hispanoamericana se selecciona entre las finalistas del concurso de Miss República Dominicana desde el 2009. En 2006, República Dominicana hace su debut en el certamen Reina Hisponoamericana y obtuvo en dicho concurso su primera clasificación, entrando al cuadro de finalistas. Miss República Dominicana Reina Hispanoamericana es Mariela Mota, representante del municipio de Santo Domingo Oeste.
- Ganadora
- Finalista
- Semifinalista
- Ganadora de un Premio Especial

| Año  | Ganadora                                                    | Representó a                                                | Placada en RHA                                              |
| ---- | ----------------------------------------------------------- | ----------------------------------------------------------- | ----------------------------------------------------------- |
| 2006 | Mónica Ángulo                                               | Com. Dom. En EE. UU.                                        | Top 6                                                       |
| 2007 | Massiel Taveras                                             | Archivo:Escudo de la Provincia Santiago.svg Santiago        | Reina Hispanoamericana 2007                                 |
| 2008 | Mariel Sabogal Cruz                                         | La Romana                                                   | Mejor Cabello                                               |
| 2009 | Rocío Castellanos                                           | Distrito Nacional                                           | 4ta. Finalista Mejor Cabello                                |
| 2010 | Stéphanie Liriano                                           | Dajabón                                                     | Mejor Cabello                                               |
| 2011 | Cherry Jiménez Jáquez                                       | San Cristóbal                                               |                                                             |
| 2012 | Alondra Peña                                                | Peravia                                                     | No Fue Al Certamen                                          |
| 2013 | Yaritza Reyes                                               | Elías Piña                                                  | Virreina Hispanoamericana 2013 Chica Ipanema                |
| 2014 | Leslye Santos Vargas                                        | Archivo:Escudo de la Provincia Santiago.svg Santiago        | Mejor Cabello                                               |
| 2015 | Sophinel Báez                                               | San Francisco de Macorís                                    | Top 9 Mejor Cuerpo                                          |
| 2016 | Marlenis Peralta                                            | La Vega                                                     |                                                             |
| 2017 | Lowanny Rosario                                             | Tavera                                                      | Miss Personalidad                                           |
| 2018 | Johanny Ureña                                               | Villa Altagracia                                            |                                                             |
| 2019 | Franchesca Ástier                                           | Distrito Nacional                                           | 7ma. Finalista - Reinado más largo                          |
| 2020 | No se realizó el concurso debido a la pandemia del COVID-19 | No se realizó el concurso debido a la pandemia del COVID-19 | No se realizó el concurso debido a la pandemia del COVID-19 |
| 2021 | Karibel Pérez                                               | Com. Dom. En EE. UU.                                        | Top 12                                                      |
| 2022 | No se realizó el concurso                                   | No se realizó el concurso                                   | No se realizó el concurso                                   |
| 2023 | Lady León                                                   | Com. Dom. En EE. UU.                                        | Top 14                                                      |
| 2024 | Melissa Domínguez                                           | Santo Domingo de Guzmán                                     | Top 13                                                      |
| 2025 | Mariela Mota                                                | Santo Domingo Oeste                                         |                                                             |

### Provincias ganadoras del Miss RD Hispanoamericana
A continuación se presentan a las provincias y municipios ganadores del Miss RD Hispanoamericana.
| # de Títulos | Provincia/Municipio                                  | Año Ganador      |
| 03           | Com. Dom. En EE. UU.                                 | 2006, 2021, 2023 |
| 02           | Distrito Nacional                                    | 2009, 2019       |
| 02           | Archivo:Escudo de la Provincia Santiago.svg Santiago | 2007, 2014       |
| 01           | Santo Domingo Oeste                                  | 2024             |
| 01           | Santo Domingo de Guzmán                              | 2023             |
| 01           | Villa Altagracia                                     | 2018             |
| 01           | Tavera                                               | 2017             |
| 01           | La Vega                                              | 2016             |
| 01           | San Francisco de Macorís                             | 2015             |
| 01           | Elías Piña                                           | 2013             |
| 01           | Peravia                                              | 2012             |
| 01           | San Cristóbal                                        | 2011             |
| 01           | Dajabón                                              | 2010             |
| 01           | La Romana                                            | 2008             |

## Ganadoras de Miss Asia Pacífico Internacional República Dominicana
República Dominicana hizo su primera aparición en Miss Asia Pacífico Internacional en 2019, Eoana Constaza logró la posición de primera finalista, clasificación más alta hasta el momento, la actual Miss Asia Pacífico Internacional República Dominicana es María Félix, representante de la provincia Azua, la cual tendrá la tarea de representar a la República Dominicana en dicho certamen en Filipinas.
- Ganadora
- Finalista
- Semifinalista
- Cuartofinalista
- Ganadora de un Premio Especial

| Año  | Ganadora         | Representó a         | Placada en MAPI                                                                                    |
| ---- | ---------------- | -------------------- | -------------------------------------------------------------------------------------------------- |
| 2019 | Eoanna Constanza | Com. Dom. En EE. UU. | Primera Finalista - Mejor Traje de Noche - Top 3 Traje de Baño - Miss Metro Esthetico Ambassadress |
| 2021 | María Félix      | Azua                 | |

## Miss Charm Internacional República Dominicana
- Ganadora
- Finalista
- Semifinalista
- Cuartofinalista
- Ganadora de un Premio Especial

| Año  | Ganadora          | Representó a | Placada en MCI |
| ---- | ----------------- | ------------ | -------------- |
| 2023 | Valentina Campion | Samaná       | Top 10         |

## Universal Woman República Dominicana
- Ganadora
- Finalista
- Semifinalista
- Cuartofinalista
- Ganadora de un Premio Especial

| Año  | Ganadora      | Representó a         | Placada en MCI    |
| ---- | ------------- | -------------------- | ----------------- |
| 2023 | Karibel Pérez | Com. Dom. En EE. UU. | Primera Finalista |

## Miss Eco Internacional República Dominicana
Miss Eco Internacional es un concurso de belleza que se realiza anualmente convocando a delegadas de diferentes países y territorios dependientes, creado en 2015 con el fin de cuidar del planeta y promover el turismo ambiental de cada país y de Egipto, país sede del concurso. República Dominicana estaba pautando su debut en la segunda edición del certamen en 2016, pero por razones desconocidas no se presentó. El debut oficial de República Dominicana se da en 2018, Perla Mabel Vásquez es la encargada de realizarlo. 
- Ganadora
- Finalista
- Semifinalista
- Cuartofinalista
- Ganadora de un Premio Especial

| Año  | Ganadora                     | Representó a             | Placada en MCI           |
| ---- | ---------------------------- | ------------------------ | ------------------------ |
| 2016 | Luz Mariel Quezada Báez      | San José de Ocoa         | No Fue Al Certamen       |
| 2018 | Perla Mabel Vásquez          | Santo Domingo            | Top 15 Prueba de Talento |
| 2020 | Dayanara Leonardo Crisóstomo | Com. Dom. En Puerto Rico | Miss Elegancia           |
| 2025 | Manuela Cedano               | La Romana                | TBA                      |

## Supermodel Internacional República Dominicana
- Ganadora
- Finalista
- Semifinalista
- Cuartofinalista
- Ganadora de un Premio Especial

## Reinas Grand Slam Dominicanas 2025
Las portadoras de los diferentes títulos de belleza que representarán a la República Dominicana en los concursos de Categoría A para el periodo 2024 son: 
| Año  | Ganadora             | Representó a         | Placada en SMI                                |
| ---- | -------------------- | -------------------- | --------------------------------------------- |
| 2019 | Mar Arias            | Santiago             | Tercera Finalista Supermodelo de las Américas |
| 2021 | Nidia Lorena Sánchez | San Pedro de Macorís | No Fue Al Certamen                            |
| 2025 | Emely Encarnación    | Santo Domingo        | Supermodel Internacional 2025                 |

## Cuadro de Reinas Dominicanas 2024-25
Las portadoras de los diferentes títulos de belleza que representarán a la República Dominicana en los concursos internacionales para el periodo 2024-25 son: 
| Jennifer Ventura | Mayra Delgado | Ana Maspons | Karibel Pérez | Madelyn Mejía | Tamara Aznar |

| Zunilda Gálvez | Mariela Mota | María Félix | Valentina Campion | Manuela Cedano | Kelyali Infante | Massiel Chupani |

® República Dominicana hasta la actualidad posee:
• 1 Miss Universo
• 1 Miss Mundo
• 1 Miss Grand Internacional (Destituida)
• 2 Miss Intercontinental

(Segunda corona fue asumida después de que la ganadora de Nigeria fuera destituida)
• 3 Miss Continentes Unidos
• 1 Reina Hispanoamericana
• 3 Reina Internacional del Café
• 3 Miss América Latina
• 1 Top Model of the World

## Sede
Cada año, hay un lugar de actuación diferente para el Miss República Dominicana. El concurso, siempre tiene sede en una de las ciudades más importante del país.
| Año  | Sede                                                                                                 |
| ---- | --- |
| 1927 | Palacio Federal, Santo Domingo, República Dominicana                                                 |
| 1928 | Palacio Federal, Santo Domingo, República Dominicana                                                 |
| 1929 | Palacio Federal, Santo Domingo, República Dominicana                                                 |
| 1952 | Palacio Federal, Santo Domingo, República Dominicana                                                 |
| 1953 | Palacio Federal, Santo Domingo, República Dominicana                                                 |
| 1954 | Palacio Federal, Santo Domingo, República Dominicana                                                 |
| 1955 | Palacio Federal, Santo Domingo, República Dominicana                                                 |
| 1956 | Palacio Federal, Santo Domingo, República Dominicana                                                 |
| 1957 | Palacio Federal, Santo Domingo, República Dominicana                                                 |
| 1958 | Palacio Federal, Santo Domingo, República Dominicana                                                 |
| 1962 | La Concha Acústica del Hotel Embajador, Santo Domingo, República Dominicana                          |
| 1963 | La Concha Acústica del Hotel Embajador, Santo Domingo, República Dominicana                          |
| 1964 | La Concha Acústica del Hotel Embajador, Santo Domingo, República Dominicana                          |
| 1965 | La Concha Acústica del Hotel Embajador, Santo Domingo, República Dominicana                          |
| 1966 | La Concha Acústica del Hotel Embajador, Santo Domingo, República Dominicana                          |
| 1967 | La Concha Acústica del Hotel Embajador, Santo Domingo, República Dominicana                          |
| 1968 | La Concha Acústica del Hotel Embajador, Santo Domingo, República Dominicana                          |
| 1969 | La Concha Acústica del Hotel Embajador, Santo Domingo, República Dominicana                          |
| 1970 | Palacio de las Bellas Artes, Santo Domingo, República Dominicana                                     |
| 1971 | Auditorio del Bueno Café del Hotel Lina, Santo Domingo, República Dominicana                         |
| 1972 | Auditorio del Bueno Café del Hotel Lina, Santo Domingo, República Dominicana                         |
| 1973 | Auditorio del Bueno Café del Hotel Lina, Santo Domingo, República Dominicana                         |
| 1974 | La Concha Acústica del Hotel Embajador, Santo Domingo, República Dominicana                          |
| 1975 | La Concha Acústica del Hotel Embajador, Santo Domingo, República Dominicana                          |
| 1976 | Carnaval de la Feria del Hotel Hyatt, Santo Domingo, República Dominicana                            |
| 1977 | Secretaría de Estado de Turismo, Santo Domingo, República Dominicana                                 |
| 1978 | Carnaval de la Feria del Hotel Hyatt, Santo Domingo, República Dominicana                            |
| 1979 | Carnaval de la Feria del Hotel Hyatt, Santo Domingo, República Dominicana                            |
| 1980 | Night Club La Fuente del Hotel Jaragua, Santo Domingo, República Dominicana                          |
| 1981 | Night Club La Fuente del Hotel Jaragua, Santo Domingo, República Dominicana                          |
| 1982 | Night Club La Fuente del Hotel Jaragua, Santo Domingo, República Dominicana                          |
| 1983 | Palacio de las Bellas Artes, Santo Domingo, República Dominicana                                     |
| 1984 | Palacio de las Bellas Artes, Santo Domingo, República Dominicana                                     |
| 1985 | Auditorio del Bueno Café del Hotel Lina, Santo Domingo, República Dominicana                         |
| 1986 | Renaissance Auditorio de Festival del Hotel Jaragua, Santo Domingo, República Dominicana             |
| 1987 | Auditorio del Centro León, Santiago de los Caballeros, República Dominicana                          |
| 1988 | Casa de España, Santo Domingo, República Dominicana                                                  |
| 1989 | Renaissance Auditorio de Festival del Hotel Jaragua, Santo Domingo, República Dominicana             |
| 1990 | Estudio A de Rahintel, Santo Domingo, República Dominicana                                           |
| 1991 | Hotel Eurohotel, San Felipe de Puerto Plata, República Dominicana                                    |
| 1992 | Palacio de los Deportes, Santo Domingo, República Dominicana                                         |
| 1993 | Shampio Palace, Santiago de los Caballeros, República Dominicana                                     |
| 1994 | Gran Teatro del Cibao, Santiago de los Caballeros, Santiago, República Dominicana                    |
| 1995 | Salón Magua, Bávaro, Salvaleón de Higüey, República Dominicana                                       |
| 1996 | Renaissance Auditorio de Festival del Hotel Jaragua, Santo Domingo, República Dominicana             |
| 1997 | Renaissance Auditorio de Festival del Hotel Jaragua, Santo Domingo, República Dominicana             |
| 1998 | Renaissance Auditorio de Festival del Hotel Jaragua, Santo Domingo, República Dominicana             |
| 1999 | Renaissance Auditorio de Festival del Hotel Jaragua, Santo Domingo, República Dominicana             |
| 2000 | Renaissance Auditorio de Festival del Hotel Jaragua, Santo Domingo, República Dominicana             |
| 2001 | Renaissance Auditorio de Festival del Hotel Jaragua, Santo Domingo, República Dominicana             |
| 2001 | Teatro Nacional Eduardo Brito, Santo Domingo, República Dominicana                                   |
| 2002 | Teatro Nacional Eduardo Brito, Santo Domingo, República Dominicana                                   |
| 2004 | Palacio de los Deportes, Santo Domingo, República Dominicana                                         |
| 2005 | Palacio de los Deportes, Santo Domingo, República Dominicana                                         |
| 2006 | Palacio de los Deportes, Santo Domingo, República Dominicana                                         |
| 2007 | Renaissance Auditorio de Festival del Hotel Jaragua, Santo Domingo, República Dominicana             |
| 2008 | Antena Estudio de Canal 4, Santo Domingo, República Dominicana                                       |
| 2009 | Centro de Convenciones de Sans Souci, Santo Domingo Este, República Dominicana                       |
| 2010 | Renaissance Auditorio de Festival del Hotel Jaragua, Santo Domingo, República Dominicana             |
| 2011 | Renaissance Auditorio de Festival del Hotel Jaragua, Santo Domingo, República Dominicana             |
| 2012 | Renaissance Auditorio de Festival del Hotel Jaragua, Santo Domingo, República Dominicana             |
| 2013 | Auditorio del Hard Rock Café Hotel & Casino, Punta Cana, Salvaleón de Higüey, República Dominicana   |
| 2014 | Teatro Nacional Eduardo Brito, Santo Domingo, República Dominicana                                   |
| 2015 | Renaissance Auditorio de Festival del Hotel Jaragua, Santo Domingo, República Dominicana             |
| 2016 | Renaissance Auditorio de Festival del Hotel Jaragua, Santo Domingo, República Dominicana             |
| 2017 | Sala Restauración, Gran Teatro del Cibao, Santiago de los Caballeros, Santiago, República Dominicana |
| 2018 | Gran Arena del Cibao, Santiago de los Caballeros, Santiago, República Dominicana                     |
| 2019 | Teatro Nacional Eduardo Brito, Santo Domingo, República Dominicana                                   |
| 2020 | Estudios Color Visión, Canal 9, Santo Domingo, República Dominicana                                  |
| 2021 | Salón de Eventos Sambil, Santo Domingo, República Dominicana                                         |
| 2022 | Salón de Eventos Sambil, Santo Domingo, República Dominicana                                         |
| 2023 | Salón de Eventos Sambil, Santo Domingo, República Dominicana                                         |
| 2024 | Salón de Eventos Sambil, Santo Domingo, República Dominicana                                         |
| 2025 | Teatro Nacional Eduardo Brito, Santo Domingo, República Dominicana                                   |